# Fusion (Sawthis)
Fusion è l'album di debutto della band thrash/death metal italiana Sawthis, pubblicato il 19 Aprile 2006 per la Temple of Noise Records.

## Tracce
1. The Purifier - 04:13	
2. Blood Effect S.F.X - 03:32	
3. Dust - 06:32	
4. Beyond the Bound - 05:14	
5. Psychonoise - 05:03	
6. Skeletal Presence - 04:09	
7. Turn Off The Light - 05:53	
8. R.I.P. - 04:52

## Formazione
Franco Topitti - voce
Adriano Quaranta - chitarra
Devis Ercole - chitarra
Gaetano Ettore - basso
Michele Melchiorre - batteria